# Історія анархізму
Анархізм (від грец. ἀναρχία — «безвладдя», від ἀν- — «без-» і ἀρχή — «початок; влада») — загальне найменування низки систем поглядів, що ґрунтуються на людській свободі і заперечують необхідність примусового управління та влади людини над людиною.
Існує безліч різних напрямів анархізму, які часто розходяться в тих чи інших питаннях: від другорядних і аж до основних (зокрема щодо поглядів на приватну власність, ринкові відносини, етнонаціональне питання). Анархісти виступають за самоврядування, тобто за систему незалежних зборів громадян, які самостійно управляють своїм життям і працею на робочому місці, в районі проживання і т. д. Анархістське суспільство є добровільною конфедерацією таких зборів.
Анархісти заперечують корисність придушення одних людей іншими та привілеї одних учасників суспільного процесу стосовно інших, пропонуючи замінити будь-які механізми державного примусу вільним співробітництвом індивідів. На думку анархістів, суспільні відносини мають ґрунтуватися на особистій зацікавленості, добровільній згоді та відповідальності кожного учасника.
Відносини анархістів до ліквідації примусових видів влади можуть відрізнятися залежно від конкретних течій анархізму. Як таких анархістами деяких напрямів може розглядатися не тільки політичний примус, а й відносини найму, шлюбні відносини чи тваринництво. Інші види анархістів, своєю чергою, виступають лише проти державного примусу.
Анархізм відіграв історично видатну роль під час громадянської війни в Іспанії, коли анархісти створили анархістську територію в Каталонії. Революційна Каталонія була організована за анархо-синдикалістськими принципами, з потужними профспілками в містах і колективізованим сільським господарством в країні, але закінчилася поразкою анархістів.

## Різні погляди на суть анархізму
Існує багато типів і традицій анархізму, і не всі вони є взаємовиключними: як правило, конкретні анархісти є прихильниками кількох анархічних вчень одночасно які доповнюють один одного : наприклад, анархіст може бути одночасно прихильником бездержавних комуністичних ідей та зеленого анархізму. Частина анархістів традиційно вважає себе лівими, які виступають не тільки проти  державності, а й приватної власності, капіталізму, ринкових відносин. До цього напряму відносяться анархо-комуністи, більшість анархо-колективістів та анархо-синдикалістів.
Серед анархістів немає однозначного ставлення до організованості руху: частина виступає за створення анархістських організацій (у тому числі анархістських профспілок — анархо-синдикалісти), інші ж виступають різко проти, обстоюючи зокрема принцип дії через афініті-групи, коли активісти групуються за принципом особистого знайомства.
Напрями анархістської філософської думки включають широкий спектр ідей від крайнього індивідуалізму до бездержавного комунізму. Одна частина анархістів заперечує будь-які види примусу та насильства (наприклад, толстовці, представники християнського анархізму), виступають із пацифістських позицій. Інша частина анархістів навпаки підтримує насильство, як необхідну складову повсякденної боротьби за свої ідеали, зокрема виступаючи з позицій пропаганди соціальної революції, як єдиної можливості досягнення анархістського ідеалу вільного суспільства.

## Походження анархізму
Перші анархістські ідеї сягають давньогрецьких і давньокитайських філософських шкіл (хоча паростки протоанархізму знаходять у різних країнах світу, зокрема Єгипті та інших). До давньогрецьких протоанархістів традиційно відносять софістів (Антифонт - близько 450/444 - близько 365/360 р. до н. е.) і кініків (Діоген Синопський - помер близько 330-320 років до н. е.) . До давньокитайських відносять даоську традицію Лао-цзи (VI—V ст. до н. е.) та Чжуан-цзи (близько 369—286 років до н. е.).